# Claire Bennet
Pour les articles homonymes, voir Bennet.
 (avril 2023).
- Si vous ne connaissez pas le sujet, laissez ce bandeau (vous pouvez alors contacter les auteurs).
- Si vous supprimez le contenu mis en cause (vous pouvez préalablement contacter les auteurs),

argumentez précisément cette suppression dans la page de discussion
(un manque de référence n'est pas un argument ; une recherche réelle de référence doit avoir été effectuée, être formellement documentée).
Claire Bennet est un personnage de fiction  du feuilleton télévisé américain Heroes (NBC), interprété par Hayden Panettiere.

## Passé
Claire est née de l'union de Nathan Petrelli et de Meredith Gordon. Celle-ci est forcée de l'élever seule lorsque son amant la quitte. Par la suite, Noé Bennet et Claude Rains, des agents de la compagnie en mission, tentent de capturer la femme mais cette dernière met le feu à son appartement et Noé ne parvient qu'à sauver Claire. Plus tard, Kaito Nakamura la confie à Bennet en lui disant qu'elle est la propriété de la compagnie. Noé la ramène brièvement pour que le Japonais place le catalyseur de la formule en elle. 
Elle est élevée par Noé et sa femme Sandra qui lui cachent qu'elle est adoptée. Un jour, la jeune fille aide son père à se choisir des lunettes puis il lui avoue son adoption. 
6 mois avant le début de la série, Claire se dispute avec Jackie, qui veut la convaincre de devenir pom-pom girl mais la blesse par accident. Les deux filles parlent à Noé puis celui-ci met un pansement à Claire et lorsqu'il le lui enlève quelques heures plus tard, la blessure a disparu.

## Volume 1: Genesis
Claire Bennet est une jeune cheerleader de 15 ans qui découvre son pouvoir de régénération cellulaire accélérée. Elle se filme dans ses tentatives de suicide auxquelles elle survit toujours, avec son ami Zach, le seul à connaître son secret. Ses capacités lui permettront toutefois de sauver un homme d'un incendie à la suite d'un accident de train, et d'échapper à une tentative de viol d'un footballeur et de se venger.
Elle paniquera avec la disparition de la cassette contenant les vidéos de ses exploits, mais la retrouvera peu après (c'est son père adoptif, Noé Bennet, qui l'avait subtilisée). Mais la première fois qu'elle sera en danger viendra de Sylar, qui veut la tuer pour son pouvoir. Elle sera sauvée par Peter Petrelli, qui suivait le message de Hiro.
Plus tard, elle devra faire face à Ted Sprague et Matt Parkman, qui se sont introduits chez les Bennet pour obtenir des réponses de la part de Noé. Après s'être fait tirer dessus, elle injectera un calmant à l'homme radioactif quand celui-ci perdra le contrôle de son pouvoir. Mais la Compagnie découvre alors ses capacités, et la veut.
Parallèlement, elle cherchera ses parents biologiques, et retrouvera sa mère, Meredith, qui vit dans une caravane. Quand elle part pour New York, elle découvre également son père, Nathan Petrelli, et retrouve l'homme qui est donc son oncle, Peter. Alors qu'Angela, sa grand-mère, veut l'envoyer en France pour l'éloigner de New York, qui doit exploser, elle prend la fuite et va à Kirby Plaza, mais assistera à l'envol des deux frères Petrelli, impuissante.

## Volume 2: Générations
Au début de ce volume, elle tente de vivre une vie normale avec sa famille. Alors qu'elle va dans son nouveau lycée, elle rencontre West, un garçon dont elle tombera amoureuse et qui est capable de voler. Ce dernier lui donne le livre de Chandra Suresh. Le soir, elle découvre que son pouvoir est plus puissant qu'elle le croyait. Elle approfondit sa relation avec West et découvre son don. Elle voit aussi sur son cou la marque de la compagnie. Il dit que c'est un homme aux lunettes à montures d'écailles qui lui a fait ça, qui s'avère être le père de la jeune fille, Noé Bennet. Lorsque West découvre ça, il fuit car il la croit complice de son père. Ce dernier, croyant que West est le responsable de sa future mort, décide de déménager. 
Claire, qui ne veut pas quitter West, s'oppose à cela et déclare à son père qu'elle le hait. Lors d'un entrainement de pom-pom girl, elle rencontre Bob Bishop, qui semble savoir qui elle est. Elle s'enfuit chez elle mais Bob la retrouve et la capture. Il lui prend un échantillon de son sang après un appel de Noé, qui a sa fille "Ella" en otage et qui veut faire un échange avec Claire. Sur une plage, accompagnée de Bob et Mohinder Suresh, elle se retrouve en face de son père et West qui tiennent Ella en otage. Les deux jeunes filles avancent et Claire, après avoir dit au revoir à son père, s'envole avec West. Ella se libère et envoie une décharge électrique sur le couple. Claire se place en dessous pour protéger son petit ami pendant que Noé tire sur Ella. Bob arrive près de sa fille et, alors que Noé veut le tuer, Mohinder lui tire dessus devant Claire et West, qui s'envolent. 
Le soir, Claire annonce la nouvelle à sa mère et s'endort dans les bras de West. Le lendemain, Bob leur rend visite pour leur donner les cendres de Noé et leur annonce que la compagnie laissera Claire vivre une vie normale mais la jeune fille rétorque que sa vie ne sera plus jamais normale. La famille Bennet, ainsi que West, vont sur une plage pour libérer les cendres de Noé et Claire aperçoit Ella qui l'espionne. Elle lui dit qu'elle va révéler son pouvoir au monde ainsi que l'existence de la compagnie. Claire rentre ensuite chez elle et déballe les cartons de Primatech. C'est alors que Noé arrive et annonce qu'il est en vie grâce au sang de sa fille et qu'il a fait un marché avec Primatech : il la rejoint et sa famille sera tranquille.

## Volume 3: Les Traîtres
Alors qu'elle vient d'apprendre que Nathan a été abattu, elle tombe nez à nez avec Sylar, qui lui prend son pouvoir; l'opération dans son cerveau la laisse en vie mais insensible à la douleur. Se considérant à nouveau comme un monstre, elle veut reprendre ses vidéos, avant que Peter n'intervienne. Mais ce sera finalement Meredith qui l'aidera à se surpasser pour la mener à son objectif : devenir un agent de la Compagnie pour tuer Sylar. Elle découvrira que Sylar est devenu un agent de la Compagnie également, en affrontant Stephen Canfield, un homme créant des vortex.
Après avoir sauvé ses mères d'Eric Doyle, elle retrouve Ella, qui ne maîtrise plus ses pouvoirs. Les jeunes femmes vont alors à Pinehearst, où tombe Peter, blessé et sans pouvoirs. Elle l'aide alors dans sa fuite en contenant Knox et Flint, qui venaient en réalité pour la jeune fille, sauvée à son tour par son oncle. Quand Angela comprend qu'Arthur recherche sa petite-fille, celle-ci comprend qu'elle est l'hôte du catalyseur de la formule, et est confiée à Bennet, qui lui apprendra à se battre. Mais Sylar et Ella débarquent, et l'éclipse a commencé. Sans pouvoir, Claire prend une balle tirée de Ella, mais ne guérit pas avant la fin de l'éclipse, qui lui rend son pouvoir, mais aussi sa sensibilité à la douleur. Alors qu'un nouvel affrontement est sur le point d'arriver entre Claire, Sylar et Ella, Hiro surgit et la transporte 16 ans dans le passé, dans l'appartement de Charles Deveaux. Là, elle parvient à convaincre un Noé Bennet de ne pas emmener le bébé à Kaito Nakamura.
Arthur surgit alors et emmène Claire dans le présent, en lui laissant un message comme quoi il a gagné.  Mais c'est sans compter sur Sylar, qui a appris la vérité (il n'est pas un frère des Petrelli) et veut détruire Primatech. Après avoir sauvé Noé de Meredith hors de contrôle, c'est Claire qui stoppera Sylar, en lui plantant un morceau de verre dans la nuque.

## Volume 4: Les Fugitifs
Après avoir obtenu un passe-droit de la part de Nathan Petrelli, celle-ci choisit pourtant d'embarquer clandestinement dans l'avion pour libérer les spéciaux captifs. Noah Bennet la retrouve et la renvoie dans sa famille, à Costa Verde.
Avec Rebel, elle aide à faire disparaître d'autres spéciaux sous couvert d'un emploi au Sam's comics, un magasin de bandes dessinées. Elle sauve ainsi Eric Doyle et Alex Woolsley des hommes de Danko. Quand Nathan Petrelli est démasqué, celui-ci la sauve des hommes venus la capturer et tous deux fuient au Mexique avant qu'Angela Petrelli ne leur demande de les rejoindre à Coyote Sands, où elle découvre alors une partie du passé de sa grand-mère biologique. Elle décide alors de prendre part à la nouvelle Compagnie qui est envisagée, mais Sylar réapparait sous les traits de Nathan au Pentagone.
Elle arrive à Washington avec Angela Petrelli et Noé Bennet, et trouve Sylar. Celui-ci cherche à la séduire, en affirmant qu'ils sont tous deux "immortels" et qu'ils sont donc voués à être ensemble, mais elle résiste. Après l'avoir affronté, elle aide Peter à rejoindre Sylar, jusqu'à ce qu'il soit déclaré mort et immolé dans le désert.

## Volume 5: Rédemption
Claire arrive à l'université, où elle croit être une parfaite inconnue jusqu'à ce qu'elle rencontre Gretchen, une étudiante qui connait les événements du lycée de Union Wells. Mais elle préfère ne pas en parler.
Peu après son arrivée, en rentrant d'une soirée, Claire retrouve le corps de Annie, sa colocataire, qui se serait jetée par la fenêtre. La police en vient rapidement à conclure au suicide, lettre à l'appui, mais Claire n'a jamais vu la lettre. Gretchen, convaincue qu'il s'agit d'un meurtre, veut enquêter. Afin de vérifier si Annie ne s'est pas suicidée, Claire se laisse tomber de la fenêtre, mais alors qu'elle soigne ses blessures, elle voit Gretchen par sa fenêtre.
Elle choisit de lui faire confiance pour garder son secret, malgré les doutes de son père. Avec sa nouvelle amie, qui lui révèle son attirance pour elle, Claire veut se faire intégrer dans la confrérie menée par Becky. Mais pendant un bizutage dans un ancien abattoir, Claire découvre que Becky a le pouvoir d'invisibilité qu'elle utilise pour tenter de tuer Gretchen, qui ne peut plus supporter ses dangers incessants et part. C'est là que Samuel décide de rencontrer Claire, pour l'inviter à son tour dans son cirque. Mais la cheerleader ne se laisse pas convaincre, et parvient à mettre le forain en fuite. Ensuite, elle avoue ses sentiments à Gretchen et parvient à s'ouvrir un peu plus à elle.
Alors qu'elle veut partir affronter Samuel avec son père, le forain ensevelit leur voiture dans un lac de boue. Ils sont sauvés par Tracy, puis parviennent à rejoindre Central Park, où les spéciaux parviennent à mettre le hurleur hors d'état de nuire. Mais devant la curiosité des badauds, Claire décide de montrer ses pouvoirs en se jetant du haut d'une tourelle, révélant ainsi l'existence des spéciaux au monde.

## Futurs alternatifs
Dans l'épisode Five years gone, Claire fuit le gouvernement après la révélation des spéciaux. Elle se fait appeler Sandra et veut se marier avec son petit ami, Andy. Un jour, elle reçoit la visite de son père, Noé, qui lui annonce que la sécurité intérieure est sur le point de la retrouver. La jeune fille tente de fuir mais Matt Parkman la capture et la ramène à son père biologique, Nathan Petrelli. Elle se rend alors compte que c'est en réalité Sylar avant que ce dernier lui dérobe son pouvoir.
Dans l'épisode I am become death, Claire est une agent pour la compagnie Pinehearst. Elle a apparemment perdu toute sa famille et son caractère est plus sombre. Elle a pour mission de tuer Peter Petrelli, qui est devenu un terroriste. Elle y arrive avec l'aide du haitien mais découvre qu'il y a un autre Peter, venu du passé. Elle parvient à le localiser grâce à Molly puis va dans son ancienne maison, qui est à présent celle de Gabriel Gray, avec Daphnée Milbrook et Knox. Après un combat, Sylar devient radioactif et fait exploser Costa Verde. Elle ramène Peter à Pinehearst puis veut le tuer mais est interrompue par Nathan Petrelli qui veut parler au jeune homme.

## Pouvoir
- Le corps de Claire est capable de se régénérer après n'importe quelle blessure par écrasement, coupure ou brûlure. Ce pouvoir est contrôlé par une zone particulière du cerveau, qui ne peut agir si elle est atteinte : si on place un objet coupant dans son cerveau, elle ne se régénère qu'une fois l'objet retiré. Dans le futur d'origine, Sylar avait réussi à prendre son pouvoir, se rendant ainsi impossible à tuer pour Hiro Nakamura. C'est pourquoi le Hiro du futur avait ordonné à Peter de sauver Claire : non pas qu'elle avait un rôle à jouer, mais pour que Sylar n'ait pas son pouvoir.

- Dans la saison 2, on découvre que Claire a également le pouvoir de se régénérer une partie du corps amputée à la manière d'un lézard : lorsqu'elle se coupe un orteil, celui-ci repousse immédiatement.

- Comme celui d'Adam Monroe, le sang de Claire peut donner temporairement le pouvoir de régénération à celui qui en reçoit une perfusion, ce qui lui permet de soigner n'importe quelle blessure grave.

- Contrairement à ce que pensait un de ses petits amis, elle ressent la douleur, mais celle-ci diminue vite. Cela finira par changer : entre le moment où Sylar a étudié son cerveau et l'éclipse, elle ne sent plus la douleur, ce qui lui fait se sentir d'autant moins humaine. Elle peut aussi supporter le froid très intense, à tel point que ses organes gelés peuvent survivre : quand Tracy Strauss l'a cryogénisée sans se contrôler, elle a réussi à se défaire de la glace.

- Claire n'est cependant pas immortelle : Adam Monroe a précisé que son propre pouvoir (et jusqu'à preuve du contraire leurs pouvoirs sont identiques[1]) ne le sauverait pas en cas de décapitation, ou si on lui tirait une balle dans le cerveau. Angela Petrelli disait qu'une balle dans la tête pouvait également tuer Peter Petrelli (qui avait absorbé le pouvoir de Claire). En revanche, dans la saison 3, Sylar lui ouvre le crâne et copie son pouvoir sans la tuer, et la quitte en lui disant qu'il ne pourrait pas le faire même s'il le voulait. Les limites exactes de ce pouvoir sont donc inconnues; un des seuls moyens pour la tuer serait apparemment de voler son pouvoir, comme l'a fait Arthur Petrelli pour tuer Adam.
- Cependant, dans Heroes Reborn, on apprend que Claire est morte en donnant naissance aux jumeaux Malina et Tommy (de son vrai nom Nathan). Ce dernier ayant hérité du pouvoir de son arrière-grand-père Arthur Petrelli, il a involontairement volé le pouvoir de sa mère à la naissance, la rendant fatalement vulnérable aux complications de l'accouchement.